# Vabacken, Metholmen och Ekebergsdalen
Vabacken, Metholmen och Ekebergsdalen är en av SCB avgränsad och namnsatt småort i Lilla Edets kommun i Västra Götalands län. Den omfattar bebyggelse i de tre sammanväxta orterna i Hjärtums socken.